# Kenny Selmon
Kenneth Selmon (ur. 27 sierpnia 1996) – amerykański lekkoatleta specjalizujący się w biegach płotkarskich. 
W 2013 zdobył brązowy medal mistrzostw świata juniorów młodszych w biegu na 400 metrów przez płotki. 
Rekord życiowy: bieg na 400 metrów przez płotki – 48,08 (26 czerwca 2021, Eugene).

## Osiągnięcia
| Rok  | Impreza                               | Miejsce | Konkurencja                | Pozycja    | Wynik |
| ---- | ------------------------------------- | ------- | -------------------------- | ---------- | ----- |
| 2013 | Mistrzostwa świata juniorów młodszych | Donieck | bieg na 400 m przez płotki | 3. miejsce | 51,30 |